# Top Industrial Managers for Europe
Das TIME-Netzwerk (Top International Managers in Engineering) ist ein Zusammenschluss von mehr als 50 technisch orientierten Universitäten mit einem gemeinsamen internationalen Austauschprogramm. Die Studenten der teilnehmenden Universitäten können an einem zweijährigen Austauschprogramm teilnehmen, um sowohl den Abschluss ihrer Heimat- als auch den ihrer Gastuniversität zu erlangen. Die Studenten erhalten einen Doppelabschluss. Das Netzwerk arbeitet mit Unternehmen der Industrie zusammen wie Airbus, SNCF oder Bosch.
Das Netzwerk wurde 1989 durch die École Centrale Paris unter dem Namen Top Industrial Managers for Europe gegründet. Später wurden auch außereuropäische Universitäten aufgenommen.

## Mitglieder

### Belgien
- Faculté Polytechnique de l’Université de Mons (BE-FPMs)
- Université catholique de Louvain (BE-UCL)
- Université Libre de Bruxelles (BE-ULB)
- Universität Lüttich (BE-ULG)
- Vrije Universiteit Brussel (BE-VUB)

### Brasilien
- Universität von São Paulo (BR-USP)

### Deutschland
- Rheinisch-Westfälische Technische Hochschule Aachen (DE-RWTH)
- Technische Universität Berlin (DE-TUB)
- Technische Universität Darmstadt (DE-TUDa)
- Technische Universität Dresden (DE-TUDr)
- Technische Universität München (DE-TUM)
- Universität Hannover (DE-LUH)

### Dänemark
- Dänemarks Technische Universität (DK-DTU)

### Finnland
- Technische Universität Helsinki (FI-TKK)

### Frankreich
- Groupe Centrale
  - École CentraleSupélec Paris - Université Paris-Saclay (FR-CS)
  - École centrale de Lille (FR-ECLi)
  - École centrale de Lyon (FR-ECLy)
  - École centrale de Marseille (FR-ECM)
  - École centrale de Nantes (FR-ECN)
- École nationale supérieure de techniques avancées (FR-ENSTA)
- Institut Supérieur de l’Aéronautique et de l’Espace (FR-Supaero)
- École Nationale des Ponts et Chaussées (FR-ENPC)

### Italien
- Polytechnikum Mailand (IT-PoliMi)
- Politecnico di Torino (IT-PoliTo)
- Universität Padua (IT-UniPd)
- Universität Trient (IT-UniTn)

### Griechenland
- Aristoteles-Universität Thessaloniki (GR-AUTH)
- Nationale Technische Universität Athen (GR-NTUA)

### Norwegen
- Technisch-Naturwissenschaftliche Universität Norwegens (NO-NTNU)

### Österreich
- Technische Universität Wien (AT-TUW)

### Polen
- Technische Universität Breslau (PL-WUT)

### Portugal
- Technische Universität Lissabon (PT-UTL)

### Russland
- Staatliche Technische Universität Moskau (RU-BMSTU)
- Moscow State Technical University of Radio Engineering (RU-MIREA)
- Saint Petersburg Polytechnic University (RU-SPbPU)
- Tomsk Polytechnic University (RU-TPU)

### Schweden
- Technische Hochschule Chalmers (SE-CTH)
- Königlich Technische Hochschule Stockholm (SE-KTH)
- Lunds Tekniska Högskola (SE-LTH)

### Schweiz
- Eidgenössische Technische Hochschule Zürich (CH-ETHZ)
- École Polytechnique Fédérale de Lausanne (CH-EPFL)

### Spanien
- Universidad Politécnica de Madrid (ES-UPM)
- Polytechnische Universität Valencia (ES-UPV)
- Päpstliche Universität Comillas (ES-UPCo)
- Universitat Politècnica de Catalunya (ES-UPC)

### Tschechien
- Tschechische Technische Universität Prag (CZ-CVUT)

### Türkei
- Technische Universität Istanbul (TR-ITU)

### Ungarn
- Technische und Wirtschaftswissenschaftliche Universität Budapest (HU-BUTE)

### Vereinigtes Königreich
- Queen’s University of Belfast (GB-QUB)